# 布克港
布克港（法語：Port-de-Bouc，法語發音：[pɔʁ də buk]）是法国罗讷河口省的一个市镇，属于伊斯特尔区。

## 地理
布克港（43°24'18"N, 4°59'19"E）面积11.46 平方千米，位于法国普罗旺斯-阿尔卑斯-蓝色海岸大区罗讷河口省，该省份为法国东南部沿海省份，北起沃克吕兹省，西接加尔省，南濒地中海，东临瓦尔省。
与布克港接壤的市镇（或旧市镇、城区）包括：濱海福斯、马蒂格、圣米特尔莱朗帕尔。

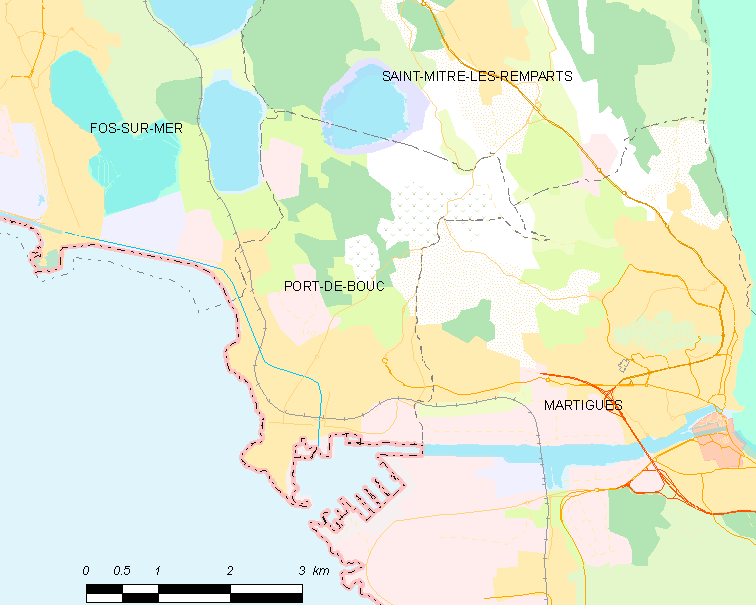
布克港的OSM定位图

布克港的时区为UTC+01:00、UTC+02:00（夏令时）。

## 行政
布克港的邮政编码为13110，INSEE市镇编码为13077。

## 政治
布克港所属的省级选区为马蒂格县。

## 人口

1962-2008年间布克港人口变化图示

布克港于2022年1月1日时的人口数量为16138人。